# Akcaya
Akcaya es un género de foraminífero bentónico propuesto para sustituir a Sabaudia, de la subfamilia Sabaudiinae, de la familia Cuneolinidae, de la superfamilia Ataxophragmioidea, del suborden Ataxophragmiina y del orden Loftusiida. Su especie tipo es Textulariella minuta. Su rango cronoestratigráfico abarca desde el Hauteriviense superior hasta el Aptiense (Cretácico inferior).

## Discusión
Clasificaciones previas hubiesen incluido Akcaya en el suborden Textulariina del orden Textulariida o en el orden Lituolida. Es un homónimo posterior de Sabaudia Ghigi, 1909, y ha sido considerado como un nombre inválido, siendo Akcaya el nombre de género propuesto para sustituirlo. 

## Clasificación
Akcaya incluye a las siguientes especies:
- Akcaya arnaudae †, propuesto como nombre sustituto de Sabaudia arnaudae
- Akcaya auruncensis †, propuesto como nombre sustituto de Sabaudia auruncensis
- Akcaya briacensis †, propuesto como nombre sustituto de Sabaudia briacensis
- Akcaya capitata †, propuesto como nombre sustituto de Sabaudia capitata
- Akcaya dinapolii †, propuesto como nombre sustituto de Sabaudia dinapolii
- Akcaya liguriae †, propuesto como nombre sustituto de Sabaudia liguriae
- Akcaya minuta †, propuesto como nombre sustituto de Sabaudia minuta